# Bedizzole

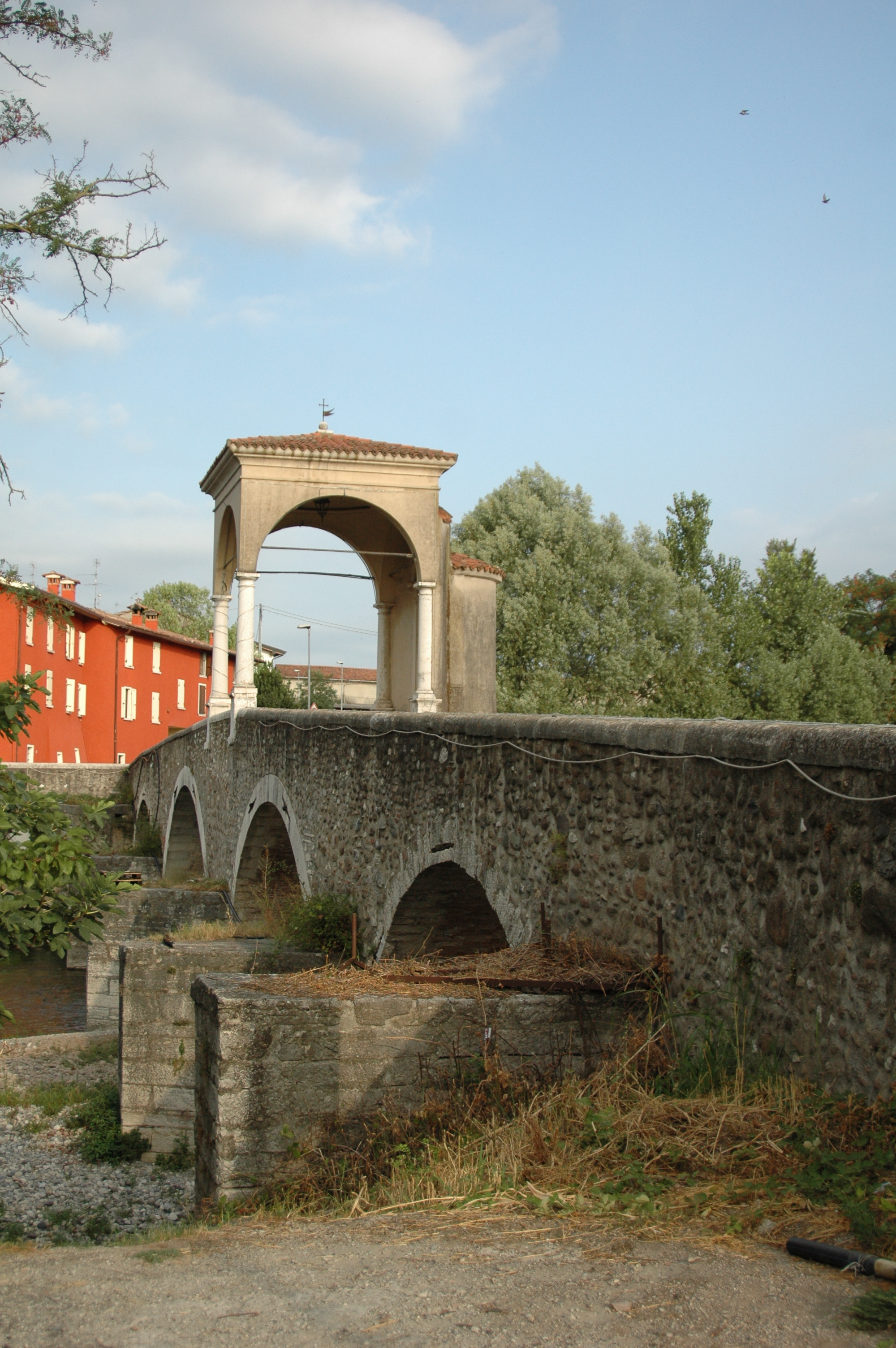
Historische Ponte di Pontenove in Bedizzole

Bedizzole ist eine norditalienische Gemeinde (comune) mit 12.207 Einwohnern (Stand 31. Dezember 2023) in der Provinz Brescia in der Lombardei. Die Gemeinde liegt etwa 15 Kilometer westsüdwestlich von Brescia in den Ausläufern der Poebene. In östlicher Richtung liegt der Gardasee in 8 Kilometern Entfernung.

## Geschichte
In dem italisch-gallischen Gebiet gelegen ist eine Besiedlung seit der Bronzezeit nachweisbar. Die Cenomanen waren hier sesshaft geworden.